# Оквил (Мисури)
Оквил (енгл. Oakville) насељено је место без административног статуса у америчкој савезној држави Мисури.

## Демографија
По попису из 2010. године број становника је 36.143, што је 834 (2,4%) становника више него 2000. године.
| Група             | 2000.          | 2010.          |
| Белци             | 34.290 (97,1%) | 34.297 (94,9%) |
| Афроамериканци    | 86 (0,2%)      | 296 (0,8%)     |
| Азијати           | 324 (0,9%)     | 633 (1,8%)     |
| Хиспаноамериканци | 365 (1,0%)     | 518 (1,4%)     |
| Укупно            | 35.309         | 36.143         |